# Ivan Tavčar
Ivan Tavčar (28. srpna 1851 Poljane nad Škofjo Loko – 19. února 1923 Lublaň) byl slovinský spisovatel, právník, politik a novinář, jeden z prvních povídkářů období realismu ve Slovinsku.

## Životopis

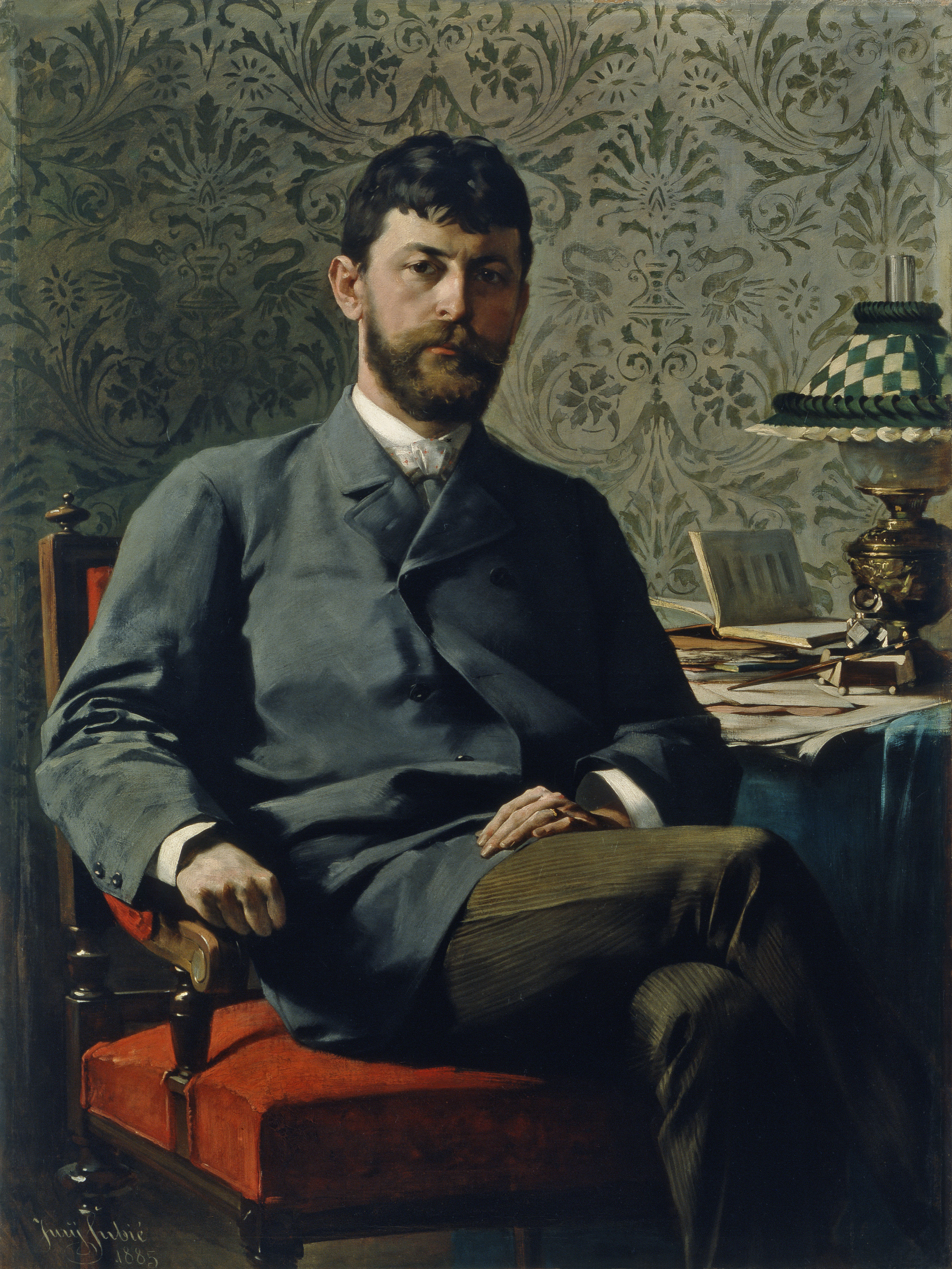
Portrét Ivana Tavčara od Jurije Šubice

Narodil se v chudé rolnické rodině. V roce 1858 začal chodit do jednotřídky v Poljanech, ve školní docházce pokračoval v Lublani. Roku 1863 se zapsal na lublaňské gymnázium, ze kterého musel kvůli kázeňským přestupkům přestoupit na novomestské gymnázium, potom se ale vrátil zpět do Lublaně. Po maturitě v roce 1871 se zapsal na studium práv na Vídeňské univerzitě. V letech 1875–1877 byl stážistou v Lublani, pak odešel do Kranje a pracoval u dr. Janeze Mencingera. V roce 1880 se do Lublaně vrátil a žil zde až do své smrti. Roku 1884 si otevřel vlastní advokátní kancelář. Politickou kariéru začal v Kraňském zemském sněmu, kde spolu s politickým partnerem Ivanem Hribarem tvořili jádro radikální skupiny liberálního tábora. Po převzetí vedení strany v roce 1894 se Tavčar stal umírněnějším politikem; do rozpadu Rakouska-Uherska patřil mezi vedoucí politiky kraňské liberální Národní strany pokroku (Narodna napredna stranka). Nějakou dobu také vedl stranické noviny Slovenski narod.
Ve volbách do Říšské rady roku 1901 se stal i poslancem Říšské rady (celostátní parlament), kde reprezentoval kurii městskou a obchodních a živnostenských komor, obvod Lublaň. Ve vídeňském parlamentu setrval do konce funkčního období sněmovny, tedy do roku 1907.
V letech 1911–1921 byl lublaňským starostou. Oženil se s Franjou Tavčar (roz. Košenini), jednou z významnějších osobností tehdejšího slovinského ženského hnutí. Také na její podnět se stal členem mnoha národních spolků (byl předsedou Klubu slovinských cyklistů či starostou Sokola). V posledních letech života kvůli rakovině střev opustil politiku a hodně času trávil na své usedlosti na Visokem. Zemřel v Lublani a byl uložen do hrobky na Visokem.

## Literární orientace
Tavčarova literární orientace vychází z romantismu, od kterého se ve svém spisovatelském vývoji tu a tam oddálil, duchovně a esteticky s ní však zůstal stále svázán. Literární orientaci poznáme především z jeho mladostných spisů – ze zábavných společenských povídek, zbudovaných na základě romantických námětů, motivů a ideových elementů. Později, když přešel do oblasti uměleckého vyprávění, přijal realistické motivy, hlavně v zobrazování vesnického života; nicméně svým názorem o přednosti duchovního, a především citového života člověka před biologickými a přírodními zákony, zůstal věrný romantismu. Naproti tomu je však romantismus v jeho dílech zmírněn liberálními a demokratickými idejemi. Tavčarova literární orientace je tedy, vzhledem k současnému rozvoji slovinské literatury, anachronická. Když uvážíme, že byl současník slovinské moderny, je jeho pozdní romantismus současným a literárně pokrokovým jevem.

## Dílo

### Počáteční období (1863–1875)
Na počátku tvůrčí činnosti jej přitahovala poezie. Napsal a uveřejnil několik básní jako Jesenske pesmi (Prepozno; Poglej, na polje slana pada), Moj dom, Rože Slavec, Poldne na deželi, Pomlad, Stari stolp, Duh slavljanski se je zbudil, Gazela … Své možnosti zkoušel též v dramatu. Divadlo bylo jeho celoživotní láskou, jak dramatik byl ale začátečník. Jeho jediný dramatickým dílem tak zůstal skeč Erazem iz jame. Tavčarovo mladostné období je však charakteristické povídkami, novelami a romány, napsanými po vzoru zábavných společenských povídek německých spisovatelů poloviny 19. století. V prostředí napůl hradním, napůl vesnickém a intelektuálském dochází k proplétání silného sentimentalismu, liberálních idejí, moralistické kritiky šlechtických kruhů a měšťanského demokratického cítění.

### Vrcholné období (1876–1893)
V tomto období se Tavčar soustředí především na vesnickou a historickou pověst. Na nichž stojí vrcholné i pozdní období tvorby.
Pro Tavčara je typické, že ve vrcholném období psal sice méně, zato však právě v něm vznikla jeho nejlepší díla. Vyšla už ke konci slovinské moderny, čímž se období mezi romantismem a realismem prodloužilo až do konce 1. světové války a přežilo vrchol slovinské moderny i jejích současníků.
Tavčarův sloh je neobvyklý, směřuje od objektivně rozumového, který v próze používali Josip Jurčič a Janko Kersnik, k více subjektivnímu, poeticky zabarvenému jazyku.
Tato díla tvořila vrchol povídkové prózy v období mezi romantismem a realismem. Vesnickými novelami a povídkami tomuto žánru v slovinské literatuře vyznačil cestu pro F. S. Finžgara, Prežihova Vorance a Cyrila Kosmače.
Literární příspěvky začal publikovat ještě jako student, a to ve studentském časopisu Slavec, v Stritarjevem zvonu, Ljubljanskem zvonu, Zori a Slovanu. Jeho první povídka Primola vyšla v roce 1868 v Slavljanskem jugu. Kromě toho psal také pro Mohorjevu družbu.
Své knihy častokrát podepisoval pod pseudonymem Emil Leon.

### Nejznámější díla
- Ivan Slavelj (1876)
- Vita vitae meae (1883)
- Mrtva srca (1884)
- Janez Sonce (1885–1886)
- Med gorami (1876–1888) – sbírka krátkých povídek
- Grajski pisar (1889)
- 4000 (1891)
- V Zali (1894)
- Izza kongresa (1905–1908)
- Cvetje v jeseni (1917)
- Visoška kronika (1919) – nejvýznamnější dílo, popisuje dění v 17. století, kdy končila třicetiletá válka. Slovincům dal jeho prostřednictvím první skutečně dokonalý, ideově a esteticky zformovaný román na vyšším duchovním základu.

### Díla přeložená do češtiny
- Seznam děl v Souborném katalogu ČR, jejichž autorem nebo tématem je Ivan Tavčar
- Krev jeho na nás – Vysocká kronika (přel. dr. Miroslav Plecháč, Praha: Brázda, 1948)
- Podzimní kvítí (přel. Bohuš Vybíral, Olomouc: R. Promberger, 1923)
- Mezi horami a lidmi: výbor novel (přel. Josef Paulík, Praha: E. Beaufort, 1902)